# Lamprystica igneola
Lamprystica igneola is een vlinder uit de familie Stathmopodidae. De wetenschappelijke naam van de soort is voor het eerst geldig gepubliceerd in 1930 door Stringer.